# Rezkiy (1942)
El destructor Rezkiy (en ruso: Резкий) fue uno de los destructores de la clase Gnevny (oficialmente conocido como Proyecto 7) construidos para la Armada Soviética a finales de la década de 1930. Completado en 1942, fue asignado a la Flota del Pacífico. No tuvo un papel destacado durante la Segunda Guerra Mundial. En 1955, fue vendido a la Armada del Ejército Popular de Liberación (PLAN) y rebautizado como Fushun. Permaneció en servicio en la marina china hasta 1989 en que fue desguazado. 

## Diseño y descripción
Después de construir los destructores de clase Leningrado, grandes y costosos de 40 nudos (74 km/h), la Armada soviética buscó la asistencia técnica de Italia para diseñar destructores más pequeños y más baratos. Obtuvieron la licencia de los planos de los destructores italianos de la clase Folgore y, al modificarlos para sus propósitos, sobrecargaron un diseño que ya era algo poco estable.
Los destructores de la clase Gnevnys tenían una eslora total de 112,8 metros, una manga de 10,2 metros y un calado de 4,8 metros a toda carga. Los buques tenían un sobrepeso significativo, casi 200 toneladas más pesados de lo diseñado, desplazando 1612 toneladas con carga estándar y 2039 toneladas a toda carga. Su tripulación constaba de 197 oficiales y marineros en tiempo de paz y 236 en tiempo de guerra.
Los buques contaban con un par de turbinas de vapor con engranajes, cada una impulsaba una hélice, capaz de producir 48,000 caballos de fuerza en el eje (36,000 kW) usando vapor de tres caldera de tubos de agua que estaba destinado a darles una velocidad máxima de 37 nudos (69 km/h). Los diseñadores habían sido conservadores al calificar las turbinas y muchos, pero no todos, los buques excedieron fácilmente su velocidad diseñada durante sus pruebas de mar. Las variaciones en la capacidad de fueloil significaron que el alcance de los destructores de la clase Gnevny variaba entre 1670 y 3145 millas náuticas (3093 a 5825 km; 1922 a 3619 millas) a 19 nudos (35 km/h).
Tal y como estaban construidos, los buques de la clase Gnevny montaban cuatro cañones B-13 de 130 mm en dos pares de monturas individuales superfuego a proa y popa de la superestructura. La defensa antiaérea corría a cargo de un par de cañones 34-K AA de 76,2 mm en monturas individuales y un par de cañones AA 21 K de 45 mm, así como dos ametralladoras AA DK o DShK de 12,7 mm. Así mismo, llevaban seis tubos lanzatorpedos de 533 mm en dos montajes triples giratorios; cada tubo estaba provisto de una recarga. Los buques también podrían transportar un máximo de 60 o 95 minas y 25 cargas de profundidad. Fueron equipados con un juego de hidrófonos Marte para la guerra antisubmarina, aunque eran inútiles a velocidades superiores a tres nudos (5,6 km/h). Los buques estaban equipados con dos paravanes K-1 destinados a destruir minas y un par de lanzadores de cargas de profundidad.

## Historial de combate
Sus componentes principales fueron construidos en el astillero n.° 198 (Andre Marti South) en Nikolayev el 5 de mayo de 1936 y luego se enviaron por tren a Vladivostok para su finalización en el astillero n.° 202 (Dalzavod). Se continuó su construcción el 20 de agosto de 1938, se botó el 29 de abril de 1940. El buque fue finalmente completado el 16 de agosto de 1942 y asignado a la Flota del Pacífico.
En 1954, el Rezkiy fue vendido a la Armada del Ejército Popular de Liberación (PLAN) y renombrado como Fushun (en chino simplificado, 撫順; pinyin, Fǔshùn). El barco fue transferido a la Armada del Ejército Popular de Liberación desde la URSS en octubre de 1954 junto con otros tres ex destructores de la clase Gnevny de la Armada soviética, como parte de un acuerdo de transferencia más amplio que también incluyó la entrega de varios submarinos, dragaminas y torpederos.
El buque entró en servicio en la marina china el 6 de julio de 1955 y recibió su nombre de la ciudad industrial de Fushun en la moderna provincia de Liaoning. Se le asignó el número de gallardete 102.  Fue dado de baja en 1989 y posteriormente desguazado.